# Portincross Castle

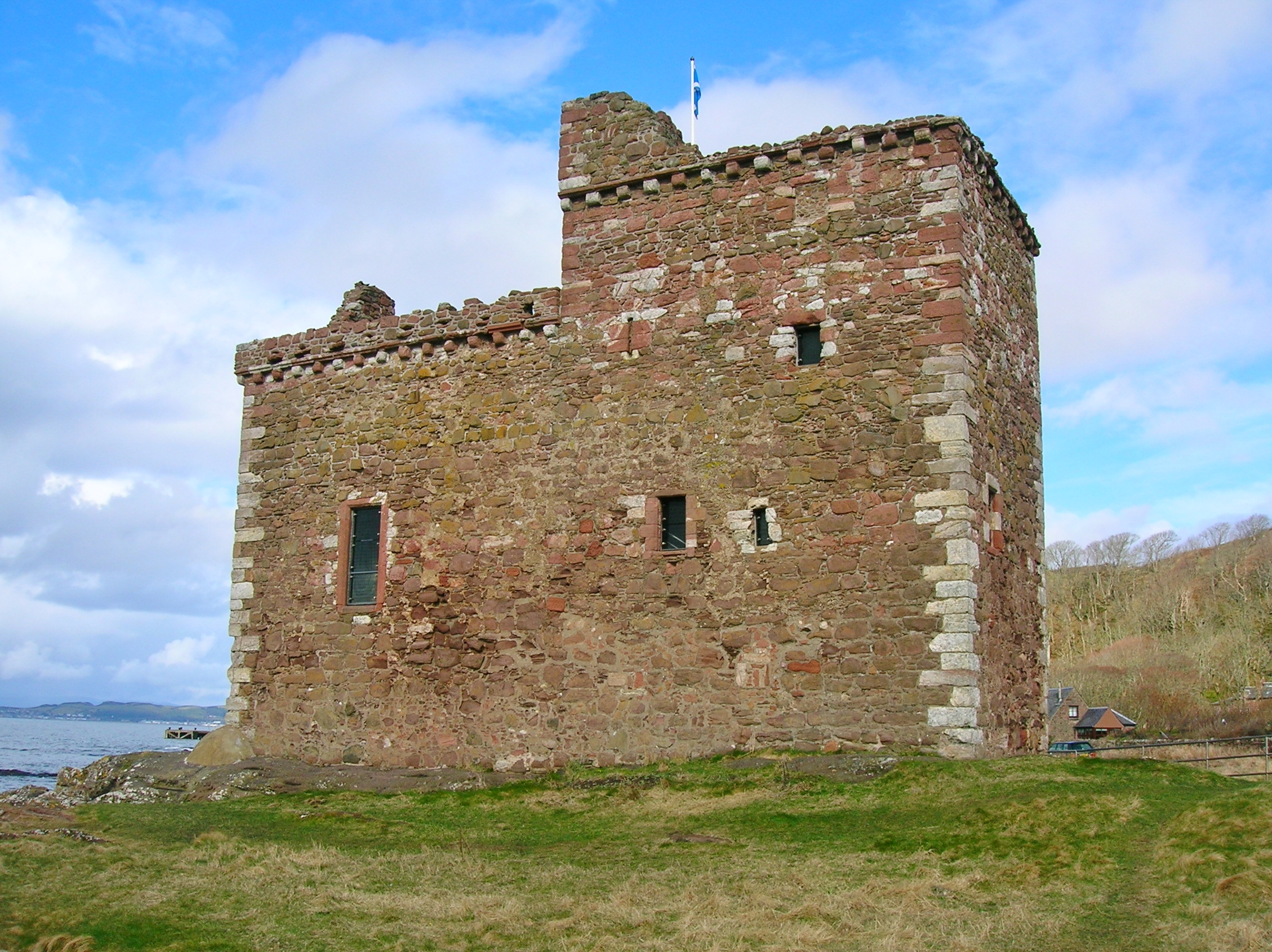
Portincross Castle

Portincross Castle, auch Portencross Castle, ist eine Burgruine in der schottischen Ortschaft Portencross in der Council Area North Ayrshire. Die Ruine ist als Scheduled Monument denkmalgeschützt. Eine ehemalige Aufnahme in die schottischen Denkmallisten in die höchste Denkmalkategorie A wurde 2015 aufgehoben.

## Geschichte
Im Jahre 1306 gelangten die Ländereien in den Besitz von Robert Boyd of Kilmarnock und damit des Clans Boyd, der sie bis 1737 nutzte. Portincross Castle wurde im Laufe des 14. Jahrhunderts erbaut und in den folgenden Jahrhunderten wahrscheinlich mehrfach überarbeitet. Im Jahre 1739 stand das Bauwerk leer und wird als ruinös beschrieben.

## Beschreibung
Die Burgruine befindet sich am Südufer des Firth of Clyde gegenüber der Insel Little Cumbrae. Sie stellt ein auffälliges Bauwerk entlang der Küstenlinie dar. Direkt östlich liegt die Ortschaft Portencross. Das Bauwerk weist einen L-förmigen Grundriss auf. Ungewöhnlich ist, dass der Flügel nicht an die Seite, sondern an das Ende des länglichen Wehrturms angefügt ist. Es existieren zwei Eingangsportale im Erdgeschoss sowie im ersten Obergeschoss. In diesen beiden Stockwerken befinden sich Gewölbehallen. Ungewöhnlich für ein Gebäude dieser Größe, sind zwei Küchenbereiche vorhanden.